# Burkhard Nadolny
Burkhard Nadolny (* 15. Oktober 1905 in Sankt Petersburg; † 2. Juli 1968 in Chieming am Chiemsee) war ein deutscher Schriftsteller.

## Leben
Burkhard Nadolny entstammt einer ostpreußischen Familie und war Sohn des Diplomaten und späteren deutschen Botschafters in Moskau, Rudolf Nadolny. Die Kindheitsjahre verbrachte er in Berlin, Stockholm und Konstantinopel, studierte dann offiziell Jura in Genf, London, Marburg und Jena, nebenher aber mit mehr Eifer Kunstgeschichte, dazu Physik, Elektro- und Funktechnik. Er betätigte sich einige Jahre als Erfinder und Fluglehrer.
Als Referent in einer Außenhandelsorganisation der Reichsgruppe Industrie (AGK = Ausfuhrgemeinschaft für Kriegsgerät) heiratete er 1941 die Sekretärin Isabella Peltzer, die später Feuilletons, Erzählungen und ab 1959 Romane schrieb. Aus der Ehe ging Sohn Sten Nadolny hervor, der Schriftsteller wurde.
Erste literarische Versuche unternahm Burkhard Nadolny während des Zweiten Weltkriegs, in dem er seit 1942 Soldat war. Im Sommer 1945 wurde er aufgrund seiner Tätigkeit für den Nachrichtendienst im Zuge des Automatischen Arrests verhaftet und bis zum Sommer 1946 in einem Lager interniert. Nach seiner Entlassung lebte er mit Frau, Sohn und Schwiegereltern in deren Haus in Chieming am Chiemsee. Von 1952 bis 1954 leitete er auf Bitte von Ernst Schnabel das Echo des Tages im Nordwestdeutschen Rundfunk (Hamburg), um dann zur Arbeit als freier Schriftsteller nach Bayern zurückzukehren. Er war häufiger Gast der Gruppe 47 und stand in langjährigem Gedankenaustausch mit Peter Bamm, Barbara Bondy, Jürgen Eggebrecht, Günter Eich, Horst Mönnich, Werner Jörg Lüddecke und Hans Werner Richter.

## Werke
- Michael Vagrant, Roman, Hamburg 1948
- Das Gesicht im Spiegel, Novellen, Hamburg 1948
- Thrake, Eine Reise an den Küsten des Balkans, Kurzgeschichten München 1949
- Die zerstörte Stimme, Hörspiel 1950
- Die Masken der Madame Meloine, Roman, Hamburg 1950 unter dem Pseudonym Friedrich Ocker
- Konzert für Fledermäuse, Roman, Darmstadt 1952
- Die Geishas des Captain Fisby, Hörspiel, Nordwestdeutscher Rundfunk 1952
- Die Geishas des Captain Fisby, Fernsehspiel, Nordwestdeutscher Rundfunk 1953
- Menschen helfen Menschen, Fernsehspiel 1954
- Maaruf, Hörspiel 1954
- Jena, Hörspiel 1954
- Der grüne Daumen, Hörspiel, 1955
- Die Standuhr, Hörspiel 1956
- Bleibende Freunde, Anthologie für Edelstahlwerke AG, Krefeld. München 1957
- Felix Heinrich Schoeller und die Papiermacherkunst in Düren. Ein Lebensbild aus der Gründerzeit. Baden-Baden 1957
- Das Wunder aus Lumpen, Holz und Stroh, Jubiläumsschrift für die Firma Reflex Papier, Düren 1958
- Prinzessin Anthaja, Roman, Tübingen 1959
- Jugoslawische Adria, Bildband, München 1961 und Zagreb 1965
- Menschlichkeit im Kriege, Bundeswehr-Lehrfilm, 1962
- Der Fall Cauvenburg, Roman, Düsseldorf/Köln 1962
- Uns bleibt das Staunen, Anthologie, München 1964
- Varta. Ein Unternehmen der Quandt-Gruppe 1888-1963, Firmenchronik, zusammen mit Wilhelm Treue, München 1964
- Die große Story, Hörspiel, 1966
- Weltrekorde, Sporterfolge, 50 Jahre BMW. München 1966
- Louis Ferdinand. Das Leben eines preußischen Prinzen, Biografie, Düsseldorf/Köln 1967
- Hamburg – Merkurs eigene Stadt, Bildband Hamburg Januar 1968, Text, zusammen mit Hans Bütow und Siegfried Lenz

## Nachlass
Der schriftliche Nachlass von Burkhard Nadolny liegt im Literaturarchiv der Monacensia im Hildebrandhaus.